# بونز هاو
بونز هاو (بالإنجليزية: Bones Howe)‏ هو ملحن ومنتج أسطوانات أمريكي، ولد في 18 مارس 1933 في منيابولس في الولايات المتحدة.

## وصلات خارجية
- بونز هاو على موقع IMDb (الإنجليزية)
- بونز هاو على موقع ميوزك برينز (الإنجليزية)
- بونز هاو على موقع أول ميوزيك (الإنجليزية)
- بونز هاو على موقع أول ميوزيك (الإنجليزية)
- بونز هاو على موقع ديسكوغز (الإنجليزية)
- بونز هاو على موقع ديسكوغز (الإنجليزية)
- بونز هاو على موقع قاعدة بيانات الفيلم (الإنجليزية)